# Esperanza del Mar
Die Esperanza del Mar [espeˈɾanθa del maɾ] (spanisch für „Hoffnung des Meeres“) ist ein Hospitalschiff im Besitz des Instituto Social de la Marina (ISM), das im Auftrag des spanischen Arbeitsministeriums für die medizinische Versorgung der Angehörigen der spanischen Fischereiflotte direkt auf See zuständig ist. Das Schiff wurde 2001 in Dienst gestellt und ist vorwiegend an der westafrikanischen Atlantikküste im Einsatz. Es ist weltweit eines der größten im Einsatz befindlichen Hospitalschiffe und war wahrscheinlich das größte, das von Beginn an speziell für diesen Einsatzzweck gebaut wurde und nicht auf dem Umbau eines anderen Schiffstyps beruht.

## Geschichte
Die Kiellegung der Esperanza del Mar fand am 16. Mai 2000 statt, die Fertigstellung erfolgte im Juli 2001. Das Schiff nahm Mitte November den regulären Betrieb auf. Es löste damit ihr gleichnamiges Vorgängerschiff ab, das 1977 als Containerschiff gebaut und 1982 zum Hospitalschiff umgerüstet worden war. Demgegenüber war der Ausgangspunkt beim Design des neuen Schiffs, von Grund auf ein schwimmendes Krankenhaus zu entwerfen. Gebaut wurde das Schiff von der Firma Juliana Constructora Gijonesa S.A. in Gijón. Die Baukosten betrugen etwa 21 Millionen Euro, von denen circa 20 Prozent durch Beihilfen der Europäischen Union aufgebracht wurden. Der Heimathafen des Schiffes ist Las Palmas de Gran Canaria.
In den 25 Jahren zwischen 1982 und 2007 wurden auf beiden Schiffen, die in dieser Zeit unter dem Namen Esperanza del Mar im Einsatz waren, rund 27.500 erkrankte oder verletzte Personen versorgt. Rund 1.300 Menschen wurden aus Seenot gerettet, darunter rund 500 afrikanische Flüchtlinge. Etwa 8.000 mal leistete die Besatzung logistische Hilfe für insgesamt rund 3.300 Schiffe. Im Jahr 2006 wurde unter dem Namen Juan de la Cosa ein weiteres, etwas kleineres Hospitalschiff in Dienst gestellt, das vorwiegend nordwestlich der Iberischen Halbinsel im Nordatlantik im Einsatz ist.

## Ausstattung
Die Esperanza del Mar basiert auf einem verstärkten Schiffsrumpf und ist 97,34 Meter lang sowie 17,7 Meter breit. Sie erreicht eine Höchstgeschwindigkeit von etwa 17 Knoten. An Bord befinden sich unter anderem ein Operationssaal, eine Intensivstation, eine Röntgenstation, eine Apotheke, eine Spezialstation zur Behandlung von Brandopfern, eine Quarantänestation, eine Station für psychisch Kranke, ein Kühlraum sowie ein Helikopterlandeplatz. Zur Ausstattung gehören darüber hinaus auch verschiedene Vorrichtungen für technische Hilfeleistung, inklusive Schlepp- und Brandbekämpfungstechnik, Ölsperren und -aufsauger sowie Geräte für Unterwasserreparaturen. Für Rettungseinsätze ist die Esperanza del Mar mit einem Tochterboot, das 17 hilfebedürftigen Personen und drei Besatzungsmitgliedern Platz bietet und eine Geschwindigkeit von 32 Knoten erreicht, und verschiedenen anderen Rettungsbooten sowie fünf Rettungsinseln für insgesamt 60 Personen ausgestattet.
Auf dem Schiff können maximal 17 erkrankte oder verletzte Personen im Krankenbereich und bis zu 30 Schiffbrüchige in einem speziellen Betreuungsbereich aufgenommen werden. Beide Bereiche sind vom Rest des Schiffes weitestgehend isoliert. Zur Besatzung gehören einschließlich des medizinischen Personals, das aus zwei Teams mit je zwei Ärzten und einer Krankenschwester besteht, insgesamt 41 Personen. Neben Seefunkkontakt sowie einer Telefon- und Faxverbindung bietet das Schiff auch die Möglichkeit, mit entsprechend ausgerüsteten Schiffen über ein satellitengestütztes Videokonferenzsystem zu kommunizieren. Über das gleiche System ist die fachliche Unterstützung durch Spezialisten an Land möglich.

## Einsatzgebiet
Haupteinsatzgebiet der Esperanza Del Mar ist der Atlantik entlang der westafrikanischen Küste zwischen Marokko beziehungsweise Mauretanien und Ghana. Hier sind während der Fangsaison etwa 300 spanische Schiffe mit insgesamt rund 5.000 Besatzungsmitgliedern im Einsatz. Neben der medizinischen Hilfeleistung werden mit dem Schiff in diesem Gebiet auch Lebensmittel und andere Versorgungsgüter an andere Schiffe ausgeliefert.